# Кроуэлл (Техас)
Кроуэлл (англ. Crowell) — город в США, расположенный в северной части штата Техас, административный центр округа Форд. По данным переписи за 2010 год число жителей составляло 948 человек, по оценке Бюро переписи США в 2016 году в городе проживало 840 человек.

## История

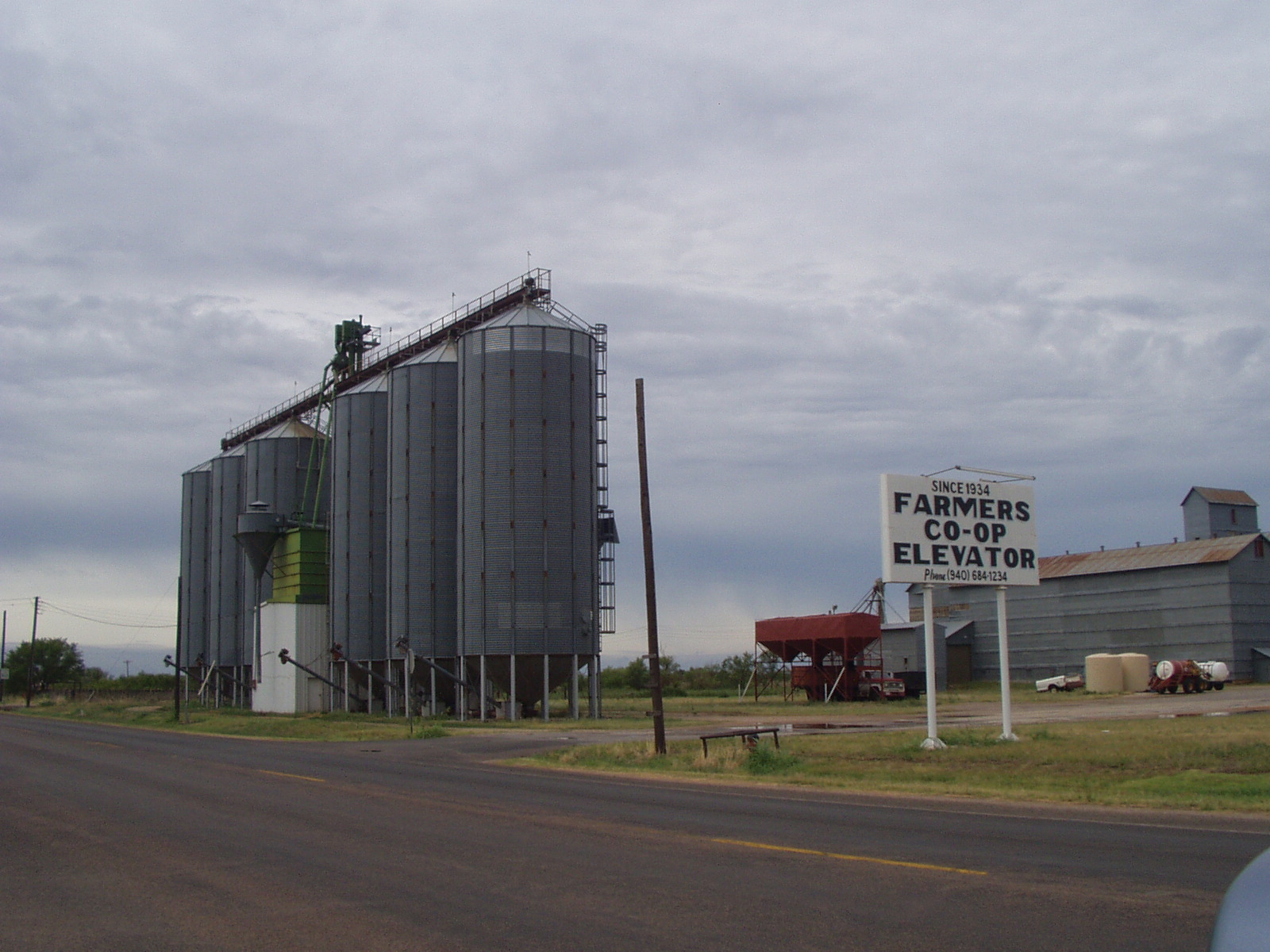
Исторический кооперативный элеватор в Кроуэлле

В 1860 году, на месте нынешнего города отрядом техасских рейнджеров под руководством будущего губернатора Сала Росса была разбита группа команчей и выручена из плена Синтия Энн Паркер. Сам город был основан в 1891 году и назван по фамилии владельца земли, на которой был построен. В том же году в Кроуэлле был открыт почтовый офис, начался выпуск газеты Foard County News. Через год, при создании округа Форд, Кроуэлл был выбран административным центром. Город быстро стал торговым центром, к 1900 году в городе работали гостиница, хлопкоочистительная машина и мельница.
В 1908 году в город пришла железная дорога Kansas City, Mexico and Orient Railway. В том же году Кроуэлл получил устав, началось формирование местных органов управления. В 1927 году в округе была обнаружена нефть и это помогло городу относительно спокойно пережить Великую депрессию. В апреле 1942 года по городу прошёл крупный смерч, в результате которого погибло 10 человек, 125 было ранено, 1500 человек осталось без дома. Всего 
было разрушено 90 % зданий города. В восстановлении города приняли участие отряды Красного Креста, управления общественных работ 
США и гражданского корпуса охраны окружающей среды.

## География
Кроуэлл находится в центральной части округа, его координаты: 33°59′01″ с. ш. 99°43′28″ з. д..
Согласно данным бюро переписи США, площадь города составляет около 4,9 км2, полностью занятых сушей.

### Климат
Согласно классификации климатов Кёппена, в Кроуэлле преобладает семиаридный климат умеренных широт (BSk).
| Показатель                    | Янв. | Фев. | Март | Апр. | Май  | Июнь | Июль | Авг. | Сен. | Окт. | Нояб. | Дек. | Год  |
| ----------------------------- | ---- | ---- | ---- | ---- | ---- | ---- | ---- | ---- | ---- | ---- | ----- | ---- | ---- |
| Средний суточный максимум, °C | 12,9 | 14,4 | 20,2 | 25,5 | 29,7 | 34   | 36,7 | 36,4 | 31,6 | 25,5 | 19    | 13,4 | 25   |
| Средняя температура, °C       | 4,8  | 6,6  | 11,9 | 16,9 | 22,2 | 26,9 | 29,4 | 28,9 | 23,9 | 17,4 | 11    | 5,5  | 17,2 |
| Средний суточный минимум, °C  | −3,3 | −1,3 | 3,6  | 8,3  | 14,8 | 19,7 | 22,2 | 21,5 | 16,3 | 9,4  | 2,9   | −2,5 | 9,3  |
| Норма осадков, мм             | 25   | 28   | 38   | 55   | 101  | 79   | 51   | 56   | 73   | 69   | 33    | 25   | 634  |
| Источник: weatherbase.com     |      |      |      |      |      |      |      |      |      |      |       |      |      |

## Население
Согласно переписи населения 2010 года в городе проживало 948 человек, было 399 домохозяйств и 253 семьи. Расовый состав города: 89,9 % — белые, 4,5 % — афроамериканцы, 0,2 % — 
коренные жители США, 0,4 % — азиаты, 0 % (0 человек) — жители Гавайев или Океании, 4 % — другие расы, 0,9 % — две и более расы. Число испаноязычных жителей любых рас составило 14,3 %.
Из 399 домохозяйств, в 27,6 % живут дети младше 18 лет. 50,1 % домохозяйств представляли собой совместно проживающие супружеские пары (14,8 % с детьми младше 18 лет), в 9 % домохозяйств женщины проживали без мужей, в 4,3 % 
домохозяйств мужчины проживали без жён, 36,6 % домохозяйств не являлись семьями. В 32,1 % домохозяйств проживал только один человек, 16 % составляли одинокие пожилые люди (старше 65 лет). Средний размер домохозяйства составлял 2,30 человека. Средний размер семьи — 2,92 человека.
Население города по возрастному диапазону распределилось следующим образом: 25,3 % — жители младше 20 лет, 18,2 % находятся в возрасте от 20 до 39, 32,6 % — от 40 до 64, 23,7 % — 65 лет и старше. Средний возраст составляет 44,8 года.
Согласно данным опросов пяти лет с 2012 по 2016 годы, средний доход домохозяйства в Кроуэлле составляет 48 542 доллара США в год, средний доход семьи — 57 574 доллара. Доход на душу населения в городе составляет 22 718 
долларов. Около 9,8 % семей и 10,8 % населения находятся за чертой бедности. В том числе 12,4 % в возрасте до 18 лет и 1,3 % старше 65 лет.

## Местное управление
Управление городом осуществляется мэром и городским советом, состоящим из пяти человек, один из которых назначается заместителем мэра.
Другими важными должностями, на которые происходит наём сотрудников, являются:
- Городской секретарь
- Городской юрист
- Начальник полиции
- Начальник пожарной охраны

## Инфраструктура и транспорт
Основными автомагистралями, проходящими через Кроуэлл, являются:
- автомагистраль 70 США идёт с северо-востока от Вернона на запад к Падьюке.
- автомагистраль 6 штата Техас идёт с севера от Куаны на юг к Бенджамину.

В городе располагается аэропорт округа Форд. Аэропорт располагает одной взлётно-посадочной полосой длиной 975 метров. Ближайшим аэропортом, выполняющим коммерческие рейсы, является муниципальный аэропорт Уичито-Фолс. Аэропорт находится примерно в 130 километрах к востоку от Кроуэлла.

## Образование
Город обслуживается независимым школьным округом Кроуэлл.

## Отдых и развлечения
В Кроуэлле располагается музей Crowell Firehall Museum.
Популярным местом отдыха горожан является парк штата Техас Коппер-Брейкс примерно в 12 километрах к северу от города.